# Обионг, Джулиана
Джулиана Обионг Нзанг (англ. Juliana Obiong Nzang; род. 23 мая 1966) — экваториальногвинейская легкоатлетка, выступавшая в беге на короткие и средние дистанции. Участница летних Олимпийских игр 1988 и 1996 годов. Первая женщина, представлявшая Экваториальную Гвинею на Олимпийских играх.

## Биография
Джулиана Обионг родилась 23 мая 1966 года.
В 1988 году вошла в состав сборной Экваториальной Гвинеи на летних Олимпийских играх в Сеуле. В беге на 400 метров в 1/8 финала заняла последнее, 7-е место, показав результат 1 минута 7,58 секунды и уступив 13,84 секунды попавшей в четвертьфинал с 4-го места Лилиане Чале из Эквадора.
Обионг стала первой женщиной, представлявшей Экваториальную Гвинею на Олимпийских играх.
В 1991 году участвовала в чемпионате мира в Токио. В беге на 200 и 400 метров выбыла в 1/8 финала, заняв последние места.
В 1996 году вошла в состав сборной Экваториальной Гвинеи на летних Олимпийских играх в Атланте. В беге на 100 метров в 1/8 финала заняла последнее, 9-е место с результатом 13,88 секунды, уступив 2,46 секунды попавшей в четвертьфинал с 6-го места Марсии Ричардсон из Великобритании.

## Личные рекорды
- Бег на 100 метров — 12,3 (1991)[3]
- Бег на 200 метров — 28,17 (29 августа 1991, Токио)[4]
- Бег на 400 метров — 1.04,13 (24 августа 1991, Токио)[3][4]